# Margarida Borràs
Pour les articles homonymes, voir Borràs.
Margarida Borràs (Majorque[réf. nécessaire] – Valence, 28 juillet 1460) est une femme transgenre ayant vécu à Valence au XVe siècle. Elle a été exécutée par pendaison en raison de son identité de genre. Elle est aujourd'hui une icône pour la défense des droits LGBT de Valence,.

## Biographie
Margarida Borràs est probablement la fille d'un notaire installé à Majorque. Née homme, elle est nommée originellement Miquel. 
Elle fréquente les cercles de la haute société valencienne de l'époque, remportant un certain succès[Quoi ?] dans les sphères les plus aisées. 
Elle est détenue, torturée et plus tard exécutée sur la potence de la Place du Marché de la ville de Valence, sort qui était réservé aux assassins, aux parricides, aux uxoricides et aux sodomites. Margarida Borràs a été exécutée pour s'être identifiée à une femme, pour s'être comportée et habillée comme une femme,.

## Reconnaissance
La vie de Margarida Borràs est connue grâce aux écrits de Melcior Miralles, aumônier du roi Alphonse V d’Aragon.
Au milieu des années 1990, le professeur Vicent Josep Escartí (es) écrit un article sur les faits entourant la mort de Margarida Borràs. L'article obtient une grande popularité auprès des collectifs LGBT de la ville de Valence, au point qu'en 1995 Lambda, Col·lectiu de lesbianes, gais, transsexuals i bisexuals de València instaure le Prix Margarida Borràs pour les personnes et les établissements se démarquant par leur travail contre la discrimination sur l'identité sexuelle ou de genre, ainsi que pour la défense des droits du collectif LGBT. Ce prix rendant hommage à la première personne de Valence victime de la haine et de la discrimination, morte pour s'être montrée telle qu'elle se sentait,.
En janvier 2016, le Conseil pour la Femme et pour l'Égalité de la Mairie de Valence lui consacre une rue, conjointement à trente-six autres femmes qui n'ont pas pu obtenir de reconnaissance au cours de l'histoire. 
Le 17 mai 2017, une plaque lui rendant hommage a été placée sur la Place du Marché, à l'endroit où elle a été exécutée

## Culture populaire
- Au festival Russafa Escènica de 2018, a eu lieu la première de la pièce de théâtre Margarida pour laquelle le scénariste Rubén Rodríguez Lucas s'est inspiré de la vie de Margarida Borràs[5].